# Лин, Брайан
Брайан Лин (англ. Brian Lyn, род. 8 ноября 1961, Антигуа и Барбуда) — антигуанский шоссейный и трековый велогонщик. Участник летних Олимпийских игр 1984 года.

## Карьера
В 1984 году был включён в состав сборной Антигуа и Барбуды для участия на летних Олимпийских играх в Лос-Анджелесе. На них выступил в спринте. В его первом раунде вместе с Мюррей Стилом (Новая Зеландия) уступил Габриэле Селле (Италия) и отправился в первый утешительный раунд. Там в 1/2 финала утешительного раунда уступил  Цутому Сакамото (Япония), будущему бронзовому призёру гонки, и отправился в финал утешительного раунда. В нём вместе с Джеймсом Джозефом (Гайана) уступил Пауло Джамуру (Бразилия) и закончил выступление.
В 2011 году стал вторым на местной гонке Сабвей 3-Стейдж Рейс.
В начале 2010-х годов несколько раз попадал в топ-10 на чемпионате Антигуа и Барбуды по шоссейному велоспорту в групповой гонке.

## Достижения
2011
2-й на Сабвей 3-Стейдж Рейс